# Sainte-Marie-de-la-Croix (Crema)
Pour les articles homonymes, voir Sainte-Marie-de-la-Croix.

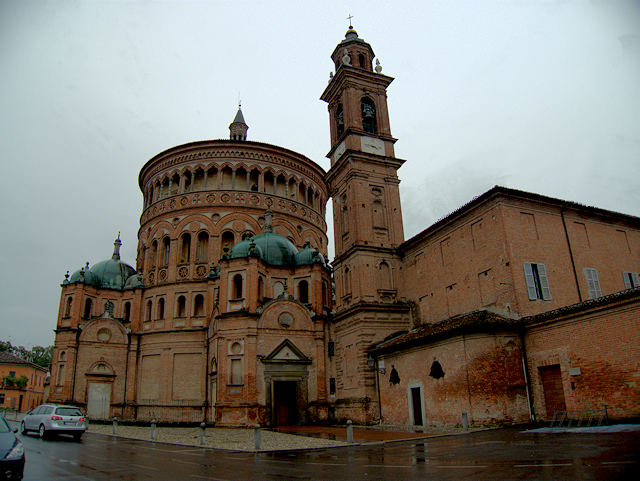
Le sanctuaire vue de la via Battagio.

Sainte-Marie-de-la-Croix (en italien : Santa Maria della Croce, Santa Maréa en dialecte local) est un quartier de la ville de Crema, en Italie, développé autour du sanctuaire homonyme, au nord de la ville, au-delà du Canal Vacchelli, où, dans les siècles passés, se trouvait une petite forêt appelée Novelletto.

## Histoire
Le quartier de Santa Maria della Croce, sur la route de Bergame, à quelques kilomètres au nord de la ville, s'est développé autour du sanctuaire homonyme. C'était alors une municipalité autonome.
Du temps de Napoléon Bonaparte (1810-1816), Sainte-Marie-de-la-Croix fait partie de la municipalité de Crema, puis reprend son autonomie lors de la création du royaume lombardo-vénitien.
Durant le Risorgimento (1861), Sainte-Marie-de-la-Croix comptait 920 habitants. En 1928, la localité est définitivement absorbée par Crema.
En 1828, l’évêque Mgr Tommaso Ronna (it) proclame officiellement l'existence de la paroisse.

## Société

### Traditions et folklore
Les habitants de Santa Maria della Croce ont un surnom, en dialecte local : làa bulète (les « lave culottes sales » ; bulète désignant l'étiquette souillée que l'on trouve dans les culottes sales, en raison de la présence traditionnelle de beaucoup de blanchisseries le long du Canal Vacchelli ou des roggia Morgola ou Senazza.

### La foire
Chaque année, à la fin du mois de mars, depuis 1866, se tient autour du sanctuaire la foire de Santa Maria della Croce.